# Костриця (Борисовський район)
Костриця (біл. вёска Кастріца) — село в складі Борисовського району Мінської області, Білорусь. Село підпорядковане Зачистівській сільській раді, розташоване в північно-східній частині області.